# Gress Lodge

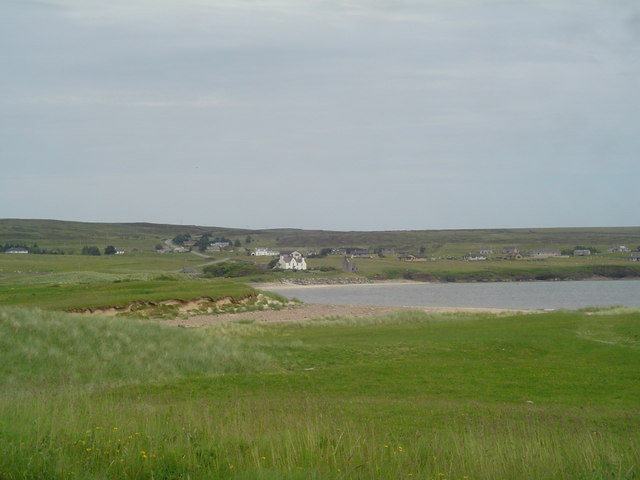
Die Gress Lodge in der Bildmitte

Die Gress Lodge ist eine Villa in der Ortschaft Gress auf der schottischen Hebrideninsel Lewis and Harris. 1993 wurde das Bauwerk in die schottischen Denkmallisten in der Denkmalkategorie B aufgenommen.

## Geschichte
Die Villa wurde vermutlich in den 1820er Jahren errichtet. Vermutlich handelte es sich um den Sitz eines Tacksmans, einem hervorgehobenen Landpächter eines Landherrn oder Lairds, der gesonderte Abgabepflichten für Landerträge sowie das Recht der Unterverpachtung genoss. Im Laufe der Jahrzehnte wurde sie auch als Jagdlodge genutzt. Nachdem William Lever, 1. Viscount Leverhulme Lewis and Harris erworben hatte, plante er die wirtschaftliche Entwicklung der Insel. In Gress plante er in den frühen 1920er Jahren die Einrichtung eines großen milchwirtschaftlichen Komplexes zur Versorgung von Stornoway, zu dem auch die Gress Lodge gehörte.

## Beschreibung
Die Gress Lodge befindet sich in einem Komplex mehrerer Gebäude, darunter Stallungen und eine Mühle, am Südrand der Ortschaft Gress. Sie steht in Küstennähe und überblickt die Broad Bay. Die Hauptfassade des zweigeschossigen Gebäudes ist drei Achsen weit. Am Ostgiebel schließt sich ein Verbindungsbau an, der einen Anbau mit T-förmigem Grundriss anbindet, der heute eine eigene Einheit bildet. Aus der rückwärtigen Fassade tritt ein Treppenturm heraus. Die Fassaden der Gress Lodge sind mit Harl verputzt. Die Schieferdächer sind mit first- und giebelständigen Kaminen ausgeführt.